# Maxil·lar inferior
|  | «mandíbula» redirigeix aquí. Vegeu-ne altres significats a «mandíbula (artròpodes)». |

El maxil·lar inferior o mandíbula, i popularment la barra o les barres (de la boca), el queix o la maixella és un dels ossos de la cara, pla, imparell, central i simètric, en forma de ferradura. Se situa en la part inferior i anterior de la cara, constituint el suport de les peçes dentàries inferiors. També el queix és la regió de la galta corresponent a les barres o mandíbules. L'estomatòleg (o odontòleg) és l'especialista encarregat d'estudiar la seva anatomia, estructura i processos patològics. A banda dels ossicles de l'orella, és l'únic os mòbil del crani.
La mandíbula presenta un cos horitzontal i dues branques ascendents verticals, situades a banda i banda del cos. És l'os més dens, més gran, més dur i més prominent de la cara dels humans, presentant nombroses característiques morfològiques diferencials segons el gènere. Els trets específics d'aquest dimorfisme sexual, distingibles gràcies a un conjunt de paràmetres morfomètrics, s'ajusten a determinats patrons facials. La mandídula és un element ossi molt important en la identificació de restes d'interès forense o antropològic, especialment en absència total o parcial de la pelvis i/o el crani, així com en treballs paleontològics. Els paleoantropòlegs, per exemple, han documentat nombrosos trets mandibulars que diferencien els neanderthals dels humans. Entre ells destaquen: major robustesa, barbeta menys prominent, espais retromolars més grans, àrea gonial més arrodonida, osca sigmoide asimètrica i forat mandibular situat en una posició més posterior. És un os que, com en el cas de la mandíbula de Banyoles, té un gran valor per interpretar els canvis evolutius del gènere Homo.

## Anatomia

### Cos
Té una vora superior o alveolar (marge alveolar), amb orificis per on neixen les arrels dentàries separats un de l'altre per les parets interalveolars. En la seva part mitjana presenta la símfisi mentoniana o mandibular, línia d'unió de les dues hemimandíbules o hemiarcades, que s'ossifica en el primer o segon any de vida a partir de les restes del cartílag de Meckel. Al llarg d'aquesta línia hi ha diverses crestes òssies que constituïxen la protuberància mentoniana. A l'altura del segon premolar de cada costat es troben els orificis mentonians, punt d'entrada de vasos i nervis. La posició d'aquests orificis respecte al marge alveolar s'altera amb l'edat i la pèrdua de peces dentals, fet que té rellevància en Odontologia. En la cara externa del cos existeix un solc denominat línia obliqua externa. En la seva cara interna o lingual es troben unes rugositats denominades apòfisis geni (dues superiors i dues inferiors), que són el punt d'inserció de diversos músculs de l'orofaringe (múscul genioglòs, múscul geniohioïdal…), i un altre solc denominat línia obliqua interna o milohioïdal (punt d'inserció del múscul milohioïdal, o sòl de la boca).
Les fosses digàstriques estan situades per fora i una mica per sota de les apòfisis geni i en elles s'inserten els músculs del mateix nom.

### Branques
Apareixen durant la setena setmana de desenvolupament embrionari en forma de làmines d'ossificació intramembranosa que sorgeixen de la làmina externa del cos mandibular. Els cartílags condilis comencen a formar-se cap a la novena setmana. Les dues branques de la mandíbula humana parteixen de les extremitats posteriors del cos cap a la zona superior, formant un angle d'uns 15º, denominat angle mandibular o gònion i que es relaciona amb la inserció dels músculs masseter i pterigoïdal medial. A la zona medial de la cara interna de les branques es troba un orifici (forat mandibular) per on penetra dins l'os el paquet vasculonerviós dentari inferior (artèria, vena i nervi), el qual passa pel canal o conducte mandibular a través de la part esponjosa de la branca i en direcció ventral fins l'orifici mentonià del cos. Pot existir, com a variant anatòmica, un altre canal mandibular accessori. Davant del forat mandibular existeix una petita estructura triangular punteguda, anomenada espina de Spix o lingula mandibularis, en la qual s'inserta el lligament esfenomandibular. En un ~80% dels individus, per darrere del forat mandibular es troba una prominència menor, l'antilíngula. No sempre és fàcil d'identificar, però té interès com a element referencial quan s'efectuen procediments de cirurgia ortognàtica sobre la branca.
Cada branca presenta dos processos en la seva part superior: un anterior, denominat apòfisi coronoide, sovint amb forma de ganxo i que serveix d'inserció per al múscul temporal; i un posterior, (còndil), el qual es troba recobert per fibrocartílag i s'articula amb la fossa mandibular (o cavitat glenoide) de l'os temporal, formant l'articulació temporomandibular, situada per davant del conducte auditiu extern.
El còndil és una estructura prominent, amb un eix longitudinal perpendicular a la branca i una mida d'uns 15-20 mm en sentit transversal i 8-10 mm en sentit anteroposterior. Té un cap convex de morfologia el·lipsoide. La superfície superior d'aquest cap és la que s'articula amb el temporal.
La hiperplàsia bilateral de les apòfisis coronoides és una entitat poc habitual i que limita progressivament l'obertura de la boca, sovint sense dolor però ocasionant molèsties molt importants tributàries d'intervenció quirúrgica maxil·lofacial. Les fractures aïllades de l'apòfisi coronoide són inusuals, ja dita estructura està anatòmicament protegida per l'arc zigomàtic i els músculs associats. La major part d'elles són conseqüència de cops indirectes o de traumatismes penetrants causats per accidents de trànsit, agressions o caigudes. Les fractures solitàries bilaterals no traumàtiques d'aquestes apòfisis són excepcionals i no tenen una etiologia definida, si bé es creu que la contracció reflexa dels músculs, anomalies de l'ATM, una baixa densitat mineral òssia o l'ús perllongat d'inhibidors de la bomba de protons són factors implicats en la gènesi del trastorn, el qual requereix cirurgia i l'aplicació de fèrules odontològiques específiques. L'aplàsia condilar pot ser congènita o adquirida. La forma no sindròmica és una patologia infreqüent, que pot anar acompanyada ocasionalment per alteracions ortopèdiques. La hiperplàsia condilar és rara, quasi sempre unilateral i provoca maloclusió (alineament incorrecte de les dents) i asimetria de la cara amb desviació mentoniana cap el costat contrari. En escasses ocasions es veuen còndils bífids o trífids, unilaterals o bilaterals, consegüents a anomalies del desenvolupament o a un traumatisme.
Entre l'apòfisi coronoide i el còndil existeix una osca profunda i còncava que recorda una mitja lluna (osca mandibular o sigmoide). A través d'ella penetren l'artèria i la vena masseterines, així com el nervi corresponent. De vegades, aquesta estructura pot ser ocupada per un queixal del seny ectòpic o un osteoma, fet que comporta problemes considerables.

## Patologia
La manca congènita de la mandíbula s'anomena agnàtia i molt sovint es presenta acompanyant altres malformacions greus. Entre les principals alteracions morfològiques del maxil·lar inferior destaquen la micrognàtia o hipoplàsia mandibular i la macrognàtia (mandíbula de mida anormalment gran). La migrognàtia, en particular, és un signe clínic característic que forma part de moltes síndromes congènites: síndrome de Pierre Robin, síndrome del miol de gat, síndrome de Treacher Collins, síndrome de Down, síndrome de Hallerman-Streiff o síndrome de Turner, per exemple. La hipoplàsia unilateral de la mandíbula és un dels trets propis de la síndrome de Goldenhar. La retrognàtia (manca de projecció de la mandíbula en sentit anteroposterior que la situa anormalment per darrere del maxil·lar superior) pot ser congènita o adquirida i requereix en casos greus cirurgia especialitzada, ja que provoca apnea del son, dificultat per deglutir i/o maloclusió dental (de tipus distoclusió). No és rar que en casos de displàsia fibrosa (un defecte congènit de l'osteogènesi originat per una mutació sense sentit en el gen GNAS1 del cromosoma 20) el cos mandibular estigui compromès; poques vegades, però, l'afectació és multifocal.
Les asimetries mandibulars són unes de les anomalies facials mes comunes i diverses. Les causes poden ser trastorns del desenvolupament cranio-facial, trastorns funcionals, una conseqüència de múltiples patologies (infeccions, tumors, quists) o traumatismes (fractures). En el cas de la microsomia craniofacial va ser establerta una classificació de la displàsia mandibular en tres graus l'any 1969, modificada uns vint anys després. En essència, en aquesta patologia es pot classificar clínicament la deformitat mandibular en tres grups:
- Grau I: La hipoplàsia es mínima o lleugera.
- Grau II: Còndil i branca petits; el cap del còndil està aixafat, no existeix fossa glenoide, el còndil gira en una superfície infratemporal plana i freqüentment convexa. La coronoides pot no existir.
- Grau III: la branca o mandibular es redueix a una làmina d'os molt prima o no existeix

Alguns autors dels EUA creuen que fer una classificació general de les deformitats mandibulars basada en les seves característiques geomètriques simplificaria la del vigent ICD-10-CM de 2015.
Les lesions tumorals -benignes o malignes- i quístiques que afecten la mandíbula són nombroses ì d'un potencial danyós molt dispar. Fonamentalment, es classifiquen com odontogèniques (d'origen dental) o no odontogèniques. Entre els tumors odontogènics que sorgeixen amb més freqüència al maxil·lar inferior es destacable l'ameloblastoma epitelial, una lesió quística expansiva amb diverses variants histològiques que erosiona la cortical òssia -sobre tot de les branques mandibulars- i que en alguns casos pot mostrar una important agressivitat local. Els mixomes o fibromixomes odontogènics mandibulars són neoplàsies benignes, ocasionalment invasives, que sorgeixen amb certa freqüència als sectors posteriors del maxil·lar inferior. El cementoblastoma benigne és una rara neoplàsia odontogènica d'estirp ectomesenquimal que forma una massa mineralitzada adherida a l'àpex de l'arrel d'un molar o premolar. El quist aneurismàtic és una lesió òssia fibrodisplàstica reactiva que representa el 0,5% dels quists mandibulars i el 1,5% dels quists maxil·lars no odontogènics no-epitelials. Té un subtipus sòlid. Els leiomiomes intraossis mandibulars són tumors que es veuen de forma molt inhabitual, sent poc més d'una vintena de casos els descrits a hores d'ara en la literatura especialitzada. L'ameloblastoma desmoplàstic té tendència a aparèixer a la regió anterior de la mandíbula, pot produir canvis d'osteogènesi reactiva i mostra un patró radiològic mixt lúcid-opac que fa difícil diferenciar-lo d'un odontoameloblastoma o d'un tumor adenomatós odontogènic. Els sarcomes mandibulars són poc freqüents, acostumen a presentar-se inicialment en forma d'una tumoració indolora i tenen diferents patrons histopatològics.
Els quists odontogènics d'origen inflamatori més comuns als maxil·lars són els radiculars. Quan es localitzen a la mandíbula i tenen un diàmetre important poden ser causa de fractures patològiques (una fractura patològica de la mandíbula es defineix com una fractura provocada per una patologia òssia prèvia, sent la seva incidència inferior al 2% de totes las fractures facials).
El torus mandibular és un creixement ossi benigne solitari o bilateral que apareix a la superfície lingual de la mandíbula, generalment a prop de les dents canines o de les premolars. No sempre és simptomàtic, però pot ocasionar dolor, sagnat esporàdic, petites ulceracions, dificultat per mastegar si té una mida molt considerable o problemes a l'hora d'implantar una pròtesi dental. En aquests casos, és oportuna la seva exèresi quirúrgica. Es creu que la predisposició genètica és la causa determinant d'aquesta condició.
El defecte de Stafne (també anomenat quist ossi latent o estàtic, cavitat òssia mandibular lingual i concavitat òssia idiopàtica de la mandíbula) és una anomalia singular del maxil·lar inferior, asimptomàtica i que per regla general no necessita tractament. Consisteix en una depressió còncava radiolúcida en la zona posterior de la superfície lingual de la mandíbula, de vegades recoberta per l'os i quasi sempre amb teixit glandular salival en el seu interior. Té una prevalença estimada que oscil·la entre el 0,10 i el 0,48% i s'acostuma a veure en individus de mitjana edat. La major part dels especialistes classifiquen aquest defecte com un pseudoquist, ja que el seu contingut no és líquid.
Una de les afeccions mandibulars més comunes és la luxació espontània. Té una variant poc freqüent, la luxació crònica recurrent, habitualment provocada per laxitud dels lligaments laterals i/o degeneració capsular de l'articulació temporomandibular amb la subsegüent hipermobilitat d'aquesta, un trastorn que s'agreuja amb els moviments masticatoris i que es veu predominantment en persones grans. Alguns pacients geriàtrics poden necessitar ortesis específiques per prevenir les luxacions.
Les fractures mandibulars es poden classificar en virtut de múltiples criteris (etiologia, anatomia, biomecànica, estat dental a la zona fracturada, relació entre els fragments ossis); tot i que hi ha autors que posen l'accent sobre l'ambigüitat i l'escassa rellevància clínica d'algunes de les categories ara per ara existents.
L'osteopetrosi causa osteomielitis mandibulars intractables que poden simular adesiara un segrest ossi d'origen tuberculós.
Les malformacions arteriovenoses mandibulars són rares i difícils de filiar radiològicament. Aquestes lesions es manifesten en forma de masses de creixement lent i episodis recurrents de sagnat gingival més o menys importants. El seu perill potencial és alt, ja que una biòpsia o una simple extracció dental poden provocar una hemorràgia catastròfica, capaç de ser una amenaça per la vida del pacient.
Un efecte advers inusual de certs medicaments, com ara els bifosfonats, el bevacizumab o el denosumab, és l'osteonecrosi de la mandíbula. Es creu que aquesta greu i selectiva complicació medicamentosa òssia està relacionada amb diversos factors genètics, ara per ara no identificats amb claredat. Altres causes iatrogèniques d'osteonecrosi mandibular poden ser la radioteràpia local en pacients que sofreixen càncers de cap i coll o l'administració de determinats fàrmacs biològics.

## La mandíbula en altres vertebrats
Un animal que té la mandíbula articulada directament al crani s'anomena amfistílic. Els peixos condroïctis primitius són un exemple. Els taurons moderns tenen la mandíbula separada del crani (hiostílica) i la poden desplaçar cap endavant quan ataquen. En els teleostis la mandíbula està formada pels ossos dentaris, articulars i retroarticulars.
La mandíbula dels mamífers es caracteritza per ser un os únic i separat dels ossicles auditius, trets que la diferencien de la dels altres vertebrats. Evolutivament, la separació entre la mandíbula i l'orella mitjana s'atribueix a modificacions successives de l'activitat de les cèl·lules responsables de la resorció de la matriu cartilaginosa, els condroclasts, en el cartílag de Meckel durant les fases embrionàries de diversos ancestres de dita classe animal. Pel que fa a la símfisi mandibular dels mamífers adults, s'aprecien notables diferències entre els principals clades segons quins siguin els seus hàbits alimentaris. Treballs experimentals en primats suggereixen que una major ossificació d'aquesta estructura és el resultat d'un canvi adaptatiu que facilita la mossegada i la masticació unilateral, ja que la fusió enforteix la símfisi davant l'augment dels esforços articulars.
Els crocodilians tenen al maxil·lar inferior un sistema articular doble (amb una articulació pterigomandibular addicional) que permet distribuir de forma òptima al llarg del crani l'enorme força de la seva mossegada i que també impedeix les luxacions mandibulars quan s'alimenten.
Les granotes no tenen dents a la mandíbula, a excepció de l'espècie Gastrotheca guentheri. Aquesta és una característica insòlita en els anurs actuals i que contradiu la llei de Dollo sobre la irreversibilitat dels canvis evolutius.
Les mandíbules de les serps del clade Macrostomata són llargues i estan formades per diversos elements ossis no fusionats. Això, juntament amb unes unions musculars de gran elasticitat i la combinació de certes característiques cranials específiques, fa possible que aquests ofidis puguin obrir molt la seva boca i ingerir senceres presses grans.
A diferència de les serps verinoses, que tenen les glàndules productores de verí al maxil·lar superior, en els llangardaixos helodermàtids només existeix una única glàndula a la mandíbula i múltiples ductes (canals tubulars) connectats amb el solc intern de les dents situades en aquest os.